# Olympische Sommerspiele 2016/Teilnehmer (Kosovo)
| Gelbes Symbol für Goldmedaillen mit stilisierten Olympischen Ringen | Graues Symbol für Silbermedaillen mit stilisierten Olympischen Ringen | Braundes Symbol für Bronzemedaillen mit stilisierten Olympischen Ringen |
| ------------------------------------------------------------------- | --------------------------------------------------------------------- | ----------------------------------------------------------------------- |
| 1                                                                   | —                                                                     | —                                                                       |

Kosovo nahm an den Olympischen Spielen 2016 in Rio de Janeiro in Brasilien vom 5. bis 21. August 2016 teil. Es handelte sich um die erste Teilnahme Kosovos an Olympischen Spielen, nachdem das Land im Dezember 2014 Mitglied des Internationalen Olympischen Komitees (IOC) geworden war. Das Nationale Olympische Komitee des Kosovo nominierte insgesamt acht Athleten, drei Männer und fünf Frauen, die in fünf Sportarten antreten werden.
Judo-Weltmeisterin Majlinda Kelmendi trug bei der Eröffnungszeremonie die Flagge ihres Heimatlands.
Serbien protestierte gegen die Aufnahme Kosovos ins IOC, da es die Region als autonome Provinz betrachtet. Man verzichtete jedoch auf einen Boykott der Spiele in Rio in Erinnerung an die nachteiligen Auswirkungen des jugoslawischen Ausschlusses 1992. Kosovo wurde zu Beginn der Spiele von 109 UNO-Mitgliedstaaten anerkannt.

## Teilnehmer nach Sportarten

### Judo
Zwei Athletinnen hatten sich für die Olympischen Spiele qualifiziert: Nora Gjakova und Majlinda Kelmendi gehörten am 30. Mai 2016 zu den 14 bestklassierten Judokas der Welt im IJF World Ranking.  Letztere ist 2012 in London noch für Albanien angetreten.
| Athleten          | Wettbewerb | 1. Runde  | 1. Runde   | 2. Runde     | 2. Runde    | Viertelfinale | Viertelfinale | Halbfinale / Trostrunde | Halbfinale / Trostrunde | Finale / Platz 3 | Finale / Platz 3 | Rang |
| Athleten          | Wettbewerb | Gegner    | Ergebnis   | Gegner       | Ergebnis    | Gegner        | Ergebnis      | Gegner                  | Ergebnis                | Gegner           | Ergebnis         | Rang |
| ----------------- | ---------- | --------- | ---------- | ------------ | ----------- | ------------- | ------------- | ----------------------- | ----------------------- | ---------------- | ---------------- | ---- |
| Frauen            |            |           |            |              |             |               |               |                         |                         |                  |                  |      |
| Majlinda Kelmendi | bis 52 kg  | Freilos   | Freilos    | E. Tschopp   | 000s0:100s0 | C. Legentil   | 000s1:000s3   | M. Nakamura             | 000s0:000s1             | O. Giuffrida     | 001s1:000s0      | Gold |
| Nora Gjakova      | bis 57 kg  | Y. Amadis | 100s0:00s2 | C. Căprioriu | 000s1:002s3 | ausgeschieden | ausgeschieden | ausgeschieden           | ausgeschieden           | ausgeschieden    | ausgeschieden    | 9    |

### Leichtathletik
Laufen und Gehen
| Athleten       | Wettbewerb | Vorlauf     | Vorlauf | Halbfinale    | Halbfinale    | Finale        | Finale        | Rang |
| Athleten       | Wettbewerb | Zeit        | Rang    | Zeit          | Rang          | Zeit          | Rang          | Rang |
| -------------- | ---------- | ----------- | ------- | ------------- | ------------- | ------------- | ------------- | ---- |
| Männer         |            |             |         |               |               |               |               |      |
| Musa Hajdari   | 800 m      | 1:48,41 min | 34      | ausgeschieden | ausgeschieden | ausgeschieden | ausgeschieden | 34   |
| Frauen         |            |             |         |               |               |               |               |      |
| Vijona Kryeziu | 400 m      | 54,30 s     | 52      | ausgeschieden | ausgeschieden | ausgeschieden | ausgeschieden | 52   |

### Radsport

#### Straße
Kosovo hatte eine Einladung erhalten, einen Sportler ans Straßenrennen zu entsenden.
| Athleten     | Wettbewerb    | Zeit | Rang |
| ------------ | ------------- | ---- | ---- |
| Männer       |               |      |      |
| Qëndrim Guri | Straßenrennen | DNF  | DNF  |

### Schießen
Kosovo hatte eine Einladung erhalten, eine Sportlerin an den 10-Meter-Luftgewehr-Wettkampf zu entsenden, falls sie bis zum 31. März 2016 das minimale Qualifikationsresultat erzielte.
| Athleten   | Wettbewerb          | Qualifikation   | Qualifikation | Finale             | Finale             | Ringe/ Scheiben | Rang |
| Athleten   | Wettbewerb          | Ringe/ Scheiben | Rang          | Ringe/ Scheiben    | Rang               | Ringe/ Scheiben | Rang |
| ---------- | ------------------- | --------------- | ------------- | ------------------ | ------------------ | --------------- | ---- |
| Frauen     |                     |                 |               |                    |                    |                 |      |
| Urata Rama | Luftgewehr 10 Meter | 402,3           | 48            | nicht qualifiziert | nicht qualifiziert | 402,3           | 48   |

### Schwimmen
Kosovo hatte von der Fédération Internationale de Natation eine Einladung erhalten, eine Sportlerin und einen Sportler an die Spiele zu entsenden.
| Athleten    | Wettbewerb    | Vorlauf     | Vorlauf | Halbfinale    | Halbfinale    | Finale        | Finale        | Rang |
| Athleten    | Wettbewerb    | Zeit        | Rang    | Zeit          | Rang          | Zeit          | Rang          | Rang |
| ----------- | ------------- | ----------- | ------- | ------------- | ------------- | ------------- | ------------- | ---- |
| Männer      |               |             |         |               |               |               |               |      |
| Lum Zhaveli | 50 m Freistil | 24,53 s     | 57      | ausgeschieden | ausgeschieden | ausgeschieden | ausgeschieden | 57   |
| Frauen      |               |             |         |               |               |               |               |      |
| Rita Zeqiri | 100 m Rücken  | 1:12,31 min | 34      | ausgeschieden | ausgeschieden | ausgeschieden | ausgeschieden | 34   |